# Eleazar López Contreras (paroisse civile)
Pour les articles homonymes, voir Contreras.
Eleazar López Contreras est l'une des trois paroisses civiles de la municipalité de Sucre dans l'État de Táchira au Venezuela. Sa capitale est Mesa del Tigre.